# Komisja do spraw Kozackich
Komisja do Spraw Kozackich (ros. Комиссия по казачьим делам) – kolaboracyjny organ administracyjny Sztabu Wojska Dońskiego podczas II wojny światowej
Po zajęciu ziem kozackich nad Donem przez wojska niemieckie latem 1942 r., w Nowoczerkasku został wybrany Sztab Wojska Dońskiego, pełniący faktycznie funkcje przedstawicielstwa Kozaków dońskich. W Rostowie nad Donem powstał oddział Sztabu pod kierownictwem płk. Wasilija M. Odnorałowa. Pułkownik W. M. Odnorałow był osobą mało znaną wśród miejscowej ludności kozackiej, dlatego nawiązał kontakt z szeregiem przedstawicieli kozackiej inteligencji rostowskiej, po czym utworzył  z nich Komisję do Spraw Kozackich. Na jej czele stanął prof. Michaił A. Miller,  naukowiec uniwersytetu rostowskiego. Członkami zostali prof. Aleksiej I. Iwanow, prof. Władimir W. Bogaczow, prof. Michaił B. Krasnianski, chor. Ananij I. Czausow, pełniący funkcję sekretarza, Jakow K. Fomin i Siergiej M. Popow, jednocześnie redaktor pisma „Donskaja wołna”, będącego organem prasowym Sztabu Wojsk Dońskich. Pierwszym przejawem działalności Komisji było przeprowadzenie spisu kozackich mieszkańców Rostowa nad Donem. Jednakże zarejestrowano jedynie ok. 6 tys. osób. Komisja była nazywana też Komisją do Spraw Przygotowania Małego Kręgu Wojskowego, gdyż do jej głównych zadań należały przygotowania do zwołania zjazdu atamanów kozackich, który był planowany na luty/marzec 1943 r. Miał on doprowadzić do wyboru atamana wojskowego Kozaków dońskich. Ponadto Komisja z polecenia Niemców prowadziła też prace nad opracowaniem programu narodowego i państwowego odrodzenia kozactwa. Każdy członek Komisji odpowiadał za jedno zagadnienie: prof. M. B. Krasnianski za historyczną część dokumentu (stworzył projekt herbu kozackiego), prof. A. I. Iwanow za część religijną, prof. W. W. Bogaczow za część rolniczą. Ponadto Komisja wydawała dwutygodnik „Donskaja wołna”. Niektórzy członkowie Komisji, jak prof. M. B. Krasnianski, uczestniczyli w zebraniach odbywających się w stanicach dońskich, na których prowadzili propagandę antysowiecką i zachęcali do wstępowania do nowo formowanych kozackich oddziałów wojskowych. Działalność Komisji została przerwana kontrofensywą Armii Czerwonej, w wyniku której ziemie kozackie nad Donem zostały odzyskane przez Sowietów na pocz. 1943 r. Część członków Komisji ewakuowała się wraz z Niemcami na zachód, część pozostała na miejscu i została natychmiast aresztowana przez sowieckie organy bezpieczeństwa.